# Врели дани у Алабами
Врели дани у Алабами (енгл. Fried Green Tomatoes) америчка је драмедија из 1991. године у режији Џона Авнета. Темељи се на истоименом роману Фани Флаг из 1987. године. Главне улоге тумаче Кети Бејтс, Џесика Танди, Мери Стјуарт Мастерсон, Мери-Луиз Паркер и Сисели Тајсон. Говори о домаћици која се, незадовољна својим животом, спријатељи са старијом дамом у старачком дому и бива одушевљена њеним причама о људима које је познавала.
Приказиван је у биоскопима од 27. децембра 1991. године. Добио је позитивне рецензије критичара и остварио комерцијални успех, зарадивши више од 119 милиона долара у односу на буџет од 11 милиона долара. Био је номинован за два Оскара: најбољу глумицу у споредној улози (Танди) и најбољи адаптирани сценарио.

## Радња
Евелин са мужем одлази у посету његовој рођаци у старачки дом свесна да је очекује још један непријатан сусрет с хировитом женом. Пошто јој се страхови обистине, фрустрирана Евелин узима чоколадне бомбоне и креће у обилазак старачког дома. Тако ће упознати симпатичну старицу Нини. Евелин јој исприча о својим проблемима — о несретном браку и о бегу из мучне стварности који проналази у храни и слаткишима. Нини јој за узврат исприча необичну причу о Иџи, која почиње крајем Првог светског рата.
Иџи је живела поред пруге са родитељима, братом Бадијем, слушкињом црнкињом и њеним сином. Тог лета у посету им је дошла згодна Рут, која се одмах заљубила у Бадија. Рут и Иџи постају пријатељице, а кад једног дана Бади трагично погине, подршка и утеха коју ће наћи једна у другој још више продубљује пријатељство двеју девојака.

## Улоге
| Глумац                 | Улога              |
| ---------------------- | ------------------ |
| Кети Бејтс             | Евелин Кауч        |
| Мери Стјуарт Мастерсон | Иџи Тредгуд        |
| Мери-Луиз Паркер       | Рут Џејмисон       |
| Џесика Танди           | Нини Тредгуд       |
| Сисели Тајсон          | Сипси              |
| Крис О’Донел           | Бади Тредгуд       |
| Стен Шо                | Велики Џорџ        |
| Гејлард Сартејн        | Ед Кауч            |
| Тим Скот               | Смоуки Лоунсам     |
| Гари Басараба          | Грејди Килгор      |
| Лоис Смит              | Мама Тредгуд       |
| Дени Нелсон            | Папа Тредгуд       |
| Џо Харви Ален          | наставница         |
| Мејкон Макалман        | јавни тужилац      |
| Ричард Рил             | велечасни Скрогинс |
| Рејнор Шејн            | Кертис Смут        |
| Грејс Забриски         | Ева Бејтс          |
| Ник Сирси              | Френк Бенет        |
| Констанс Шулман        | Миси               |